# Simulium underhilli
Simulium underhilli es una especie de insecto del género Simulium, familia Simuliidae, orden Diptera.

## Taxonomía
Fue descrita científicamente por Stone & Snoddy, 1969. Fue publicada en The black flies of Alabama (Diptera: Simuliidae). 390, 93 pp..